# Bernard Amy
Bernard Amy, né à Beyrouth en 1940, est un alpiniste, écrivain et chercheur français.

## Biographie
Aussi bon glaciériste que rochassier, après des débuts d'alpiniste dans les Alpes, Bernard Amy a vite manifesté son goût pour les expéditions et les montagnes lointaines. Ingénieur et chercheur en sciences cognitives, Bernard Amy est également écrivain de littérature montagnarde et journaliste. Il est cofondateur de la revue Passage et a été membre du comité de publication de la revue du club alpin français La montagne & alpinisme. Bernard Amy est membre fondateur de Mountain Wilderness France dont il fut président avant d'être président d'honneur. Il est membre du GHM.

## Principales ascensions et expéditions
En 1968, Bernard Amy participe à l'expédition des grimpeurs marseillais sur le pilier Est du Fitz Roy en Patagonie avant d'aller dans l'Atlas marocain. En 1969, il monte une expédition pour explorer les montagnes du Kurdistan et le massif du Cilo Dag. Puis il part en Amérique, au Pérou d'abord puis en Amérique du Nord où réalise avec Patrick Cordier et Joël Coqueugniot la seconde ascension de la Tour de la fleur de lotus dans les monts Logan et participe avec Patrick Cordier à la première ascension du Rooster Comb (crête du Coq) dans le massif du McKinley,. Ses voyages le mènent en Himalaya où il participe à une expédition au Gurja Himal (massif du Dhaulagiri) puis il retourne au Pérou en 1973 faire une tentative à l'arête Est du Huantsan. Il fréquente également le Hoggar avant de mener en 1974 une expédition dans l'Hindou Kouch au Pakistan qui lui permet d'atteindre le sommet du Tirich Ouest III. En 1975, il réalise au Groenland la première ascension de la face sud directe du mont Kétil.
En France, Bernard Amy a ouvert plusieurs voies d'escalade, notamment sur les falaises de Presles.

## Œuvres

### Montagne
- La montagne des autres – Alpinisme en pays Kurde, éd. Arthaud, Paris, 1972
- Calcaires de Provence, Glénat, 1983  (ISBN 2723404072)
- La Provence en Archipel, ill. Hubert Munier, Passage/Deleatur, 1985  (ISBN 2904063021)
- Chemins de gel avec Francesco Milano et G. Kosicki, Glénat, 1989  (ISBN 2723411079)
- Le meilleur grimpeur du monde, Glénat, 1993  (ISBN 2723412059)
- Le voyage à la cime, Glénat, 1996  (ISBN 2723421759)
- La réponse des hauteurs, Libris, 2006  (ISBN 2847990488)
- L'Alpiniste, Attila, 2012  (ISBN 978-2-91708-465-6)
- Ceux qui vont en montagne, PUG, 2020

### Sciences
- Avec Érik Decamp, Neurocalcul et réseaux d'automates – Le point sur les recherches et les applications, EC2, 1988  (ISBN 2906899100)